# 12 frimaire
12 brumaire 12 nivôse
Le duodi 12 frimaire, officiellement dénommé jour du raifort, est le 72e jour de l'année du calendrier républicain.
C'était généralement le 2e jour du mois de décembre dans le calendrier grégorien.